# Bibin Mathew
Bibin Mathew (* 16. Januar 1987) ist ein ehemaliger indischer Leichtathlet, der sich auf den 400-Meter-Lauf spezialisiert hat.

## Sportliche Laufbahn
Erste internationale Erfahrungen sammelte Bibin Mathew im Jahr 2007, als er bei den Hallenasienspielen in Macau mit 48,83 s im Halbfinale über 400 m ausschied und mit der indischen 4-mal-400-Meter-Staffel in 3:16,81 min den fünften Platz belegte. 2009 klassierte er sich bei den Asienmeisterschaften in Guangzhou mit 47,03 s auf Rang vier und gewann in 3:06,83 min gemeinsam mit Harpreet Singh, V. B. Bineesh und Shake Mortaja die Bronzemedaille mit der Staffel hinter den Teams aus Japan und China. Im Jahr darauf siegte er in 47,81 s über 400 m bei den Hallenasienmeisterschaften in Teheran und sicherte sich in 3:16,05 min gemeinsam mit Ajay Kumar, Shake Mortaja und V. B. Bineesh die Silbermedaille hinter dem iranischen Team. Kurz zuvor holte er auch bei den Südasienspielen in Dhaka mit 47,25 s den Titel über 400 m und siegte in 3:08,62 min auch im Staffelbewerb. Im Oktober gelangte er bei den Commonwealth Games in Neu-Delhi mit 3:07,60 min auf den siebten Platz mit der Staffel und anschließend schied er bei den Asienspielen in Guangzhou mit 46,93 s in der ersten Runde über 400 m aus und wurde im Staffelbewerb in 3:06,49 min Vierter. Nach mehreren wenig erfolgreichen Saisonen bestritt er im August 2016 in Tiruchirapalli seinen letzten offiziellen Wettkampf und beendete daraufhin seine aktive sportliche Karriere im Alter von 29 Jahren.
In den Jahren 2007 und 2008 wurde Mathew indischer Meister im 400-Meter-Lauf sowie 2010 in der 4-mal-400-Meter-Staffel.

## Persönliche Bestzeiten
- 400 Meter: 46,16 s, 14. Mai 2009 in Chennai
  - 400 Meter (Halle): 47,81 s,26. Februar 2010 in Teheran